# Kłonice (Wielopole Skrzyńskie)
Kłonice, dawn. Konice – część wsi Wielopole Skrzyńskie w Polsce, położona w województwie podkarpackim, w powiecie ropczycko-sędziszowskim, w gminie Wielopole Skrzyńskie. Leży nad Wielopolką, na północny wschód od centrum Wielopola.
Konice to dawniej samodzielna wieś i gmina jednostkowa w powiecie ropczyckim, od 1920 w województwie krakowskim. W 1921 roku liczyły 405 mieszkańców.
1 kwietnia 1930 Konice włączono do Wielopola Skrzyńskiego.
TERYT podaje nazwę Kłonice, mimo że historyczna nazwa wsi to Konice. Nadal świadczy o tym miejscowość Rzeki Konickie (także według TERYT), obecnie też w granicach Wielopola Skrzyńskiego.